# Ozyptila elegans
Ozyptila elegans là một loài nhện trong họ Thomisidae.
Loài này thuộc chi Ozyptila. Ozyptila elegans được John Blackwall miêu tả năm 1870.